# Mögöl (Virserums socken, Småland)
Mögöl är en sjö i Hultsfreds kommun i Småland och ingår i Emåns huvudavrinningsområde.